# 月刊Comic Alive
《月刊Comic Alive》是KADOKAWA（Media Factory）發行的漫畫雜誌。2006年6月27日創刊。毎月27日發售。
除了漫畫原創作品外，亦有刊載「MF文庫J」上所刊載的小說之漫畫版。原創作品「瑪莉亞狂熱」（遠藤海成）、「輕聲密語」（池田學志）已經電視動畫化。
該雜誌的連載漫畫中文版幾乎都是授權給尖端出版，授權區域：台灣、港澳、新加坡與馬來西亞。

## 連載中作品

### 漫畫原創作品
- 乙女怪獣キャラメリゼ（蒼木スピカ）（2018年4月号 - ）
- 褐色編集さんとショタ漫画家（ごくげつ）（2020年4月号 - ）
- 黒のカミサマと白のアデプト（柴嶺タカシ）（2018年6月号 - ）
- ちいさな森のオオカミちゃん（わたあめ）（2019年7月号 - ）
- 屬性同好會（春野友矢）（2008年9月号 - ）
- トカゲ爆発しろ（okamura）（2020年3月号 - ）
- ひまわりさん（菅野マナミ）（2011年3月号 - ）
- フロアに魔王がいます（脚本：はと 作画：川上真樹）（2014年12月号 - ）
- ベイビー・ブルー・クラスター（原作：にゃるら 作画：Be-con）（2021年1月号 - ）
- ボクが勇者で魔王もボクで（原作：太田顕喜 作画：炎堂たつや）（2019年9月号 - ）
- 勇者運送屋（三ツ矢だいふく）（2021年5月号 - ）
- 夜縛◆夜明曲（RAN）（2017年6月号預告篇、7月号 - ）
- ランドセルと異世界さんぽ（くぼたまこ）（2019年8月号 - ）
- 恋愛ダメ、ゼッタイ（神楽武志×両角潤香）（2020年3月号 - ）
- 私の傷は死んでも消さない（緋鍵龍彥）（2020年10月号 - ）

### 多媒體跨平台作品
- アキトはカードを引くようです（原作：川田両悟 角色原案：陽太 作画：浅草九十九）（2020年1月号 - ）
- 86—不存在的戰區— オペレーション・ハイスクール（原作：安里朝都（日语：安里アサト） 角色原案：Shirabii 作画：染宮すずめ）（2020年8月号 - ）
- 86—不存在的戰區—フラグメンタルネオテニー（原作：安里朝都 角色原案：Shirabii 作画：シンジョウタクヤ）（2021年6月号 - ）
- 青梅竹馬絕對不會輸的戀愛喜劇（原作：二丸修一 角色原案：時雨羽衣 作画：井冬良）（2020年1月号 - ）
- 青梅竹馬絕對不會輸的戀愛喜劇 お隣の四姉妹が絶対にほのぼのする日常（原作：二丸修一 角色原案：しぐれうい 作画：葵季むつみ）（2021年3月号 - ）
- 少女與戰車 もっとらぶらぶ作戦です!（原作：ガールズ&パンツァー製作委員会 作画：弐尉マルコ）（2013年7月号 - ）
- 星光咖啡館與死神之蝶（原作：YUZUSOFT 作画：せせなやう）（2020年3月号 - ）
- 如果究極進化的完全沉浸RPG比現實還更像垃圾遊戲的話（原作：土日月 角色原案：よう太 作画：木野）（2021年3月号 - ）
- SSSS.GRIDMAN 姫とサムライ（原作：SSSS.GRIDMAN 作画：戸流ケイ）（2019年12月号 - ）
- 劍鬼戀歌 〜Re:從零開始的異世界生活†真銘譚〜（原作：長月達平 角色原案：大塚真一郎 作画：野崎つばた）（2018年11月号預告篇、2019年1月号 - ）
- 三角的距離無限趨近零（原作：岬鷺宮 角色原案：Hiten 作画：森野カスミ）（2019年5月号預告篇、6月号 - ）
- 自稱F級的哥哥似乎要稱霸以遊戲分級的學園？（原作：三河Ghost 角色原案：ねこめたる 作画：sorani）（2018年5月号 - ）
- 神童勇者とメイドおねえさん（原作：望公太 角色原案：ぴょん吉 作画：上杉響士郎）（2020年1月号 - ）
- 新・魔法科高中的劣等生 キグナスの乙女たち（原作：佐島勤 角色原案：石田可奈 作画：La-na）（2021年5月号 - ）
- 数字で救う！弱小国家 電卓で戦争する方法を求めよ。ただし敵は剣と火薬で武装しているものとする。（原作：長田信織  角色原案：紅緒 作画：えかきびと）（2019年9月号 - ）
- 間諜教室（原作：竹町  角色原案：トマリ 作画：せうかなめ）（2020年7月号 - ）
- 世界末日的世界錄（原作：細音啟 角色原案：ふゆの春秋 作画：雨水龍）（2015年12月号 - ）
- 戰鬥員派遣中！（原作：暁なつめ 角色原案：カカオ・ランタン 作画：鬼麻正明）（2018年5月号 - ）
- 戰翼的希格德莉法 ノンスクランブル（原作：戦翼倶楽部 作画：阿部かなり）（2020年9月号 - ）
- 偵探已經，死了。（原作：二語十 角色原案：うみぼうず 作画：麦子）（2020年7月号 - ）
- 偵探已經，死了。-the lost memory-（原作：二語十 角色原案：うみぼうず 作画：Poni）（2021年3月号 - ）
- ちょっぴりえっちな三姉妹でも、お嫁さんにしてくれますか?（原作：浅岡旭 角色原案：アルデヒド 作画：鹿もみじ）（2020年2月号 - ）
- ドラキュラやきん!（原作：和原聰司  角色原案：有坂あこ 作画：浅草九十九）（2021年5月号 - ）
- 為何我的世界被遺忘了？（原作：細音啓 角色原案：neco 作画：ありかん）（2018年4月号 - ）
- NO GAME NO LIFE 遊戲人生（原作・角色原案：榎宮祐 作画：柊ましろ・榎宮祐）（2013年3月号 - ）
- 乃木坂明日夏の秘密（原作：五十嵐雄策 角色原案：SHAA 作画：ハレノチアメ）（2019年9月号 - ）
- 高校艦隊（原作：AIS 作画：阿部かなり）（2015年12月号 - ）
- 緋彈的亞莉亞 Gの血族（原作：赤松中学 角色原案：こぶいち 作画：こよかよしの）（2009年10月号預告篇、11月号 - ）
- 豚公爵に転生したから、今度は君に好きと言いたい（原作：合田拍子 角色原案：nauribon 作画：fujy）（2018年4月号 - ）
- 扶桑花女孩之舞（作画：志藤ミネ 協力：おしゃれサロンなつなぎ）（2021年3月号 - ）
- 前說！（原作：むげんだい∞ 角色原案：美水鏡 作画：水無月羽兎）（2020年9月号 - ）
- 魔技科的劍士與召喚魔王（原作：三原みつき 角色原案・作画協力：CHuN 協力：Friendly Land 作画：孟倫）（2013年12月号 - ）
- 機巧少女不會受傷（原作：海冬零兒 角色原案：LLO 作画：高城計）（2010年6月号 - ）
- 魔法科高中的劣等生 司波達也暗殺計畫（原作：佐島勤 角色原案：石田可奈 作画：一乃ゆゆ）（2019年7月号 - ）
- 歡迎來到實力至上主義的教室（原作：衣笠彰梧 角色原案：知世俊作 作画：一乃ゆゆ）（2016年3月号 - ）
- 謊言遊戲 （原作：久追遥希 角色原案：konomi（きのこのみ） 作画：幸奈ふな）（2019年10月号プレ連載、11月号 - ）
- Re:從零開始的異世界生活 第四章 聖域と強欲の魔女（原作：長月達平 角色原案：大塚真一郎 構成：相川有 作画：花鶏ハルノ）（2019年11月号 - ）

### 小說
- Re:從零開始的異世界生活 外傳（長月達平）（2014年6月号 - ）

## 休載中
- 陰守忍者（原作：阿智太郎 作画：まだらさい（日语：まだらさい））※從COMIC-FLAPPER（日语：コミックフラッパー）轉移
- 神太刀女（日语：神太刀女）（原作：爲我井徹・作畫：タスクオーナ（日语：タスクオーナ））
- ぼくらのらぶたいぷ（ひな。（日语：紺野比奈子））

## 結束連載作品

### 漫畫版原創作品
- 天然冒失吸血姬（草壁レイ）全3卷
- イエローゲート!（森みさき）全2卷
- 櫻花絢爛學生會～Little God bless you!～（倉藤倖）
- 精靈研究社（スピリッツ（青本もあ）
- Oz-オズ-（日语：OZ (岩井恭平&刻夜セイゴ)）（原作：岩井恭平・作畫：刻夜セイゴ（日语：刻夜セイゴ））全6卷
- 武裝機神（山本賢治）※因長期休載，於2010年4月號宣布結束連載、收錄至1卷
- ガスマスクガール（御影石材）
- 貧窮神社大作戰（日语：神ぷろ。）（國津武士）2006年8月號 - 2008年3月號、全18話
- グレースケールチルドレン（あきづきりょう（日语：秋月亮））
- 縣立雲田場高校地球侵略部（新久保だいすけ）
- こあくまメレンゲ（日语：こあくまメレンゲ）（あっと）全1卷
- 緋色警衛隊（CODE:RED）（かみや草月）
- 輕聲密語（いけだたかし）
- しはるじぇねしす（日语：しはるじぇねしす）（近藤るるる）
- 純情無敵オトメ少年（さかいゆうすけ）2006年9月號 - 2007年3月號、全7話
- 私立トアール学園2年☆組物語（日语：私立トアール学園2年☆組物語）（石川マサキ）※2006年10月號 - 2007年12月號、全9話
- 聖戰傳說（士土大介）全2卷
- 總天然色少女組（みなづき忍）全2卷
- 華麗少年偵探組? TRIO De PINCH!!? （有賀ヒトシ（日语：有賀等））2006年11月號 - 2007年4月號、全12話
- 天使守護者（日语：ネフィリム (漫画)）（草壁零）
- 迷糊小魔女（青本藻亞）全2卷
- 山姥之森（日语：バーバ・ヤガー (漫画)）（きづきあきら＋サトウナンキ（日语：サトウナンキ））
- 我們只是陌生人吧（坂巻あきむ）
- ハニーコスモス（須田さぎり）2006年8月號 - 2007年4月號、全7話
- 水手服之槍-Parabellum（日语：Parabellum -パラベラム-）（吉岡榊）全3卷
- はんな of the Z（吉川かば夫）全2卷
- ぷこりな！（新久保だいすけ）全1卷
- BREAK HANDS～星石繼承者～（佐々木ミノル）
- BONE CRUSHER —碎骨俠—（飯綱義經（日语：いづなよしつね））2006年8月號 - 2007年6月號、全11話
- 未來少女 emo-motion（原作：海冬レイジ・服裝設計：るろお・作畫：飯田のぎ）
- ムクロヒメ＜骸姫＞（日语：ムクロヒメ＜骸姫＞）（龍炎狼牙）2006年8月號 - 2007年6月號、全10話
- 花樣純愛進行式（井之本里佳子）全1卷
- ゆるりずむ（日语：ゆるりずむ）（武田みか）2006年8月號 - 2007年1月號、全6話
- 輕小說之變！（日语：らのべのへん!）（原作：弓弦出・作畫：山木鈴） 全2卷
- 亂刃（空十雲）全3卷
- RE:BIRTH -The Lunatic Taker-（原作：林達永・作畫：李秀顯）
- 戀愛遊星（倉橋柚須）全1卷
- 羅賽達～薔薇聖十字騎士～（吉岡榊）全2卷

### 多媒體跨平台作品
- CHAOS;HEAD-BLUE COMPLEX-（原作：Nitro+×5pb.・作畫：沙垣長子）
- 我的狐仙女友（原作：西野かつみ・角色原案：狐印・作畫：山木鈴）
- きゅーきゅーキュート!（原作：野島けんじ・角色原案：武藤此史・作畫：藤井理乃）
- クイーンズブレイド 流浪の戦士（原作：ホビージャパン・作畫：吉川かば夫）
- 祝福的鐘聲（原作：ういんどみるOasis・構成協力：唯人・作畫：候之奏枝）
- 世紀末超自然學院（原作：A-1 Pictures・作畫：戸流ケイ）
- 塔帕莎的冒險（原作：山口昇・角色原案：兔塚英志・作畫：今拓人）
- 花冠之淚（原作：AQUAPLUS・作畫：城爪草）
- DRACU-RIOT!（原作：ゆずソフト・作画：季野このき）
- Phantom 〜Requiem for the Phantom〜（原作：Nitro+・作畫：柊柾葵）
- Happiness!（原作：ういんどみる・作画：藤井理乃）2006年8月號 - 2007年6月號、全11話
- 神燈女僕!（原作：夏緑・作畫：なもり）
- PRISM ARK（原作：ぱじゃまそふと・作畫：FBC）
- narcissu（原作：片岡とも・作畫：江戸屋ぽち）
- 風水学園（原作：夏緑・作畫：祥寺はるか）2006年8月號 - 2007年1月號、全6話
- 魔法學園MA（原作：榊一郎・角色原案：BLADE・作畫：仲尾ひとみ）
- 蟲，眼球系列（原作：日日日・作畫：浅見百合子）
- ラーメン天使プリティメンマ（原案：木尾士目・作畫：城井のりあ、『現視研』中的虛構作品）
- IS〈Infinite Stratos〉（原作：弓弦出・角色原案：okiura・作畫：赤星健次（日语：赤星健次））

- あいえすっ!（原作：弓弦出・角色原案：okiura・作畫：今拓人）

- 我的朋友很少 Shobon!（原作：平坂讀・角色原案：ブリキ・脚本&構成：風華チルヲ（日语：風華チルヲ）・作畫：Shirabii）
- 迷茫管家與懦弱的我！（原作：朝野始・角色原案：菊池政治・作畫：にぃと）
- 千戀＊萬花（原作：YUZUSOFT・作畫：）
- 魔女的夜宴（原作：YUZUSOFT・作畫：）

## 動畫化作品

### 電視動畫
| 作品名稱                 | 撥放時間        | 製作公司     | 備註                      |
| ------------------------ | --------------- | ------------ | ------------------------- |
| 瑪莉亞狂熱               | 2009年（第1期） | SHAFT        |                           |
| 瑪莉亞狂熱               | 2011年（第2期） | SHAFT        |                           |
| 輕聲密語                 | 2009年          | AIC          |                           |
| 斷裁分離的罪惡之剪       | 2013年          | Studio五組   |                           |
| 悠悠哉哉少女日和         | 2013年（第1期） | SILVER LINK. | OVA（第1期、第2期）、電影 |
| 悠悠哉哉少女日和         | 2015年（第2期） | SILVER LINK. | OVA（第1期、第2期）、電影 |
| 悠悠哉哉少女日和         | 2021年（第3期） | SILVER LINK. | OVA（第1期、第2期）、電影 |
| 屬性同好會               | 2014年          | Brain's Base | 含OAD                     |
| TABOO TATTOO－禁忌咒紋－ | 2016年          | J.C.STAFF    |                           |

### OVA
| 作品名稱       | 撥放時間 | 製作公司 | 備註           |
| -------------- | -------- | -------- | -------------- |
| 授業到天明Chu! | 2012年   | GoHands  |                |
| YUMEKURI       | 2012年   | diomedéa | ドラマCDに同梱 |

## 外部連結
- 月刊Comic Alive官方網站 （页面存档备份，存于）（日語）
- Comic Alive編輯部部落格 （页面存档备份，存于）（日語）